# بنائية

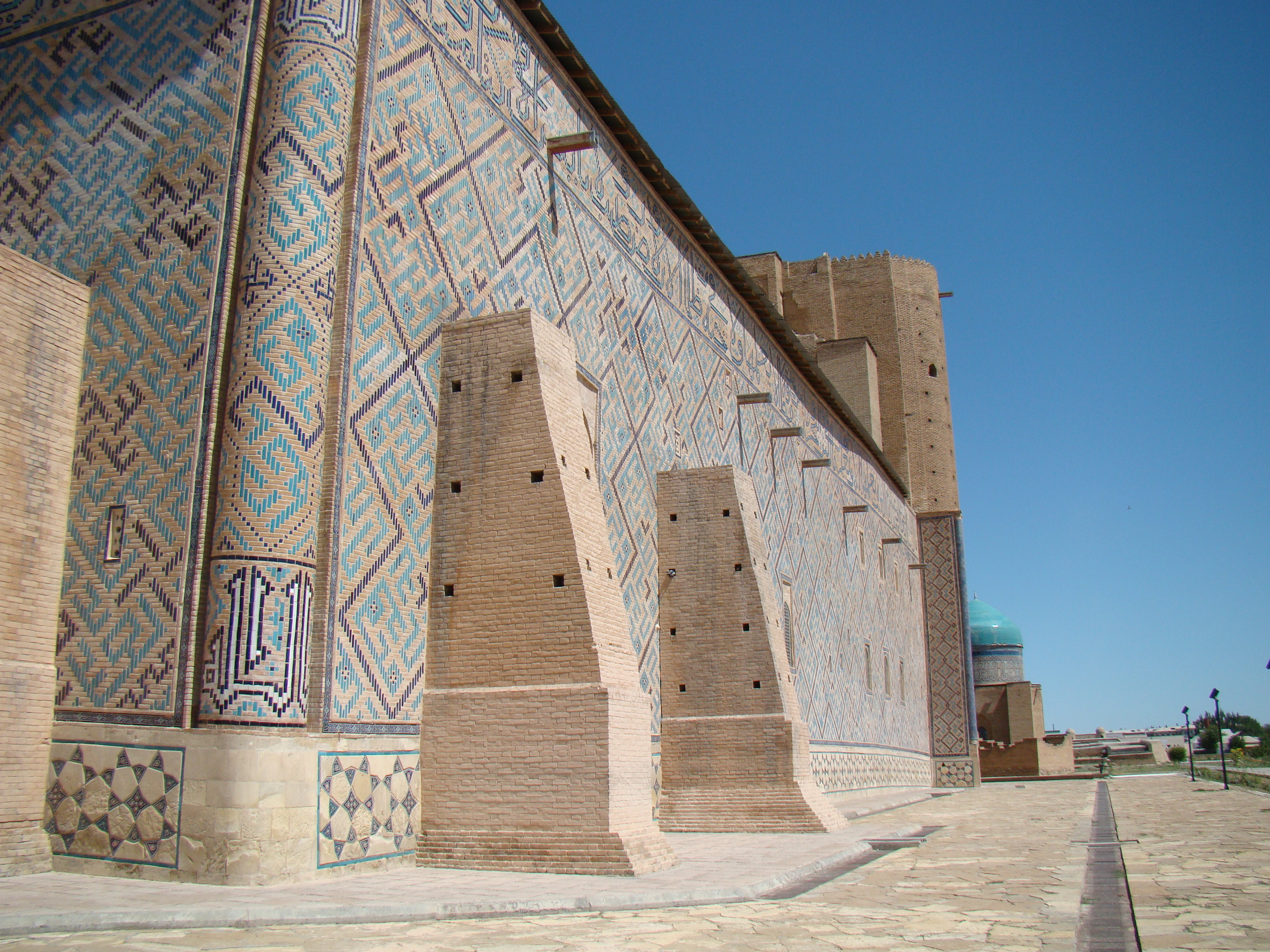
الطوب البنائي في ضريح خوجة أحمد يساوي. يحمل البناء بالطوب الأزرق أسماء الله الحسنى، ثم يأتي اسم النبي محمد، وبعده يأتي اسم علي بن أبي طالب، وقد كُتبَت الكلمات بالخط الكوفي المربع.

بنائية هو فن معماري إيران إسلاكي (ويٌترجم اللفظ إلى "تقنية البناء" من اللغة الفارسية) وهو فن زخرفي معماري يٌبدل فيه البلاط المزجج مع الطوب العادي لإنشاء أنماط هندسية على سطح الجدار أو لتهجئة الأسماء المقدسة أو العبارات الإسلامية. لعل هذه التقنية نشأت بصورة متواضعة في مدن العرب إما في الشام (دمشق أو حلب) أو العراق في القرن الثامن الميلادي، ونضجت في العصر السلجوقي والتيموري، ثم انتشرت إلى إيران والأناضول وآسيا الوسطى، وطورها الإيرانيون بشدة.
إذا كان تصميم الطوب بارزًا، فإنه يشار إليه باسم هزارباف وهي عبارة عن مركب من كلمة "هزار " أي "ألف" وكلمة " باف " أي "نسيج"، في إشارة إلى المظهر المنسوج للطوب.

## التاريخ

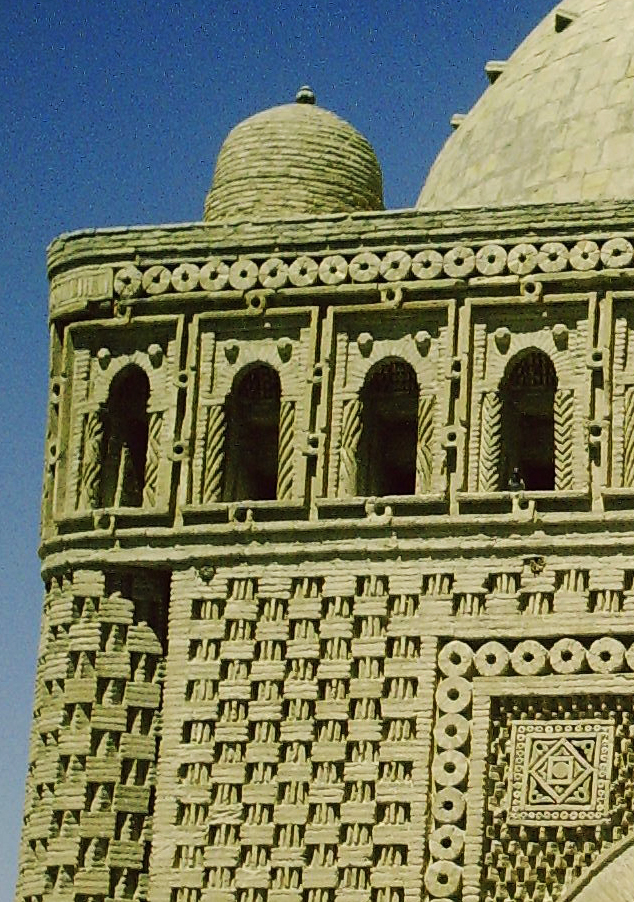
تمثل جدران ضريح السامانيين (القرن التاسع أو العاشر) مثالاً مبكراً لنمط "الهازارباف" ، وهو نمط من أعمال الطوب يشبه النسيج.

أقدم مثال باقٍ من أعمال الطوب الزخرفية بالطوب الملون موجود في بوابة مدينة الرقة (حوالي عام 772). أقدم مثال معروف للهازرباف موجود في قصر الأخيضر بالقرب من بغداد، والذي بني حوالي عام 762. ظهرت هذه التقنية في إيران وآسيا الوسطى بعد أكثر من قرن من الزمان ولكن بتصميمات أكثر تطورًا، وزخرفات أجمل. كان لمقبرة الحاكم الساماني إسماعيل (في بخارى، في أوزبكستان) جدران من الطوب البارز والمتغلغل الذي خلق نمطًا نسجيًا.
لقد تطور البناء الإسلامي بالطوب في تعقيد تقنياته على مر القرون. في القرن الحادي عشر، أدى استخدام أحجام الطوب المتعددة، والتنوع في عمق المفصل بين الطوب إلى تشكيل ظل يتناقض بشدة مع الخطوط الأفقية لصفوف الطوب (على سبيل المثال ضريح أرسلان جاذيب في مجمع سانج باست). وُضعَت صفوف من الطوب عميقًا داخل واجهة المبنى ورفعها فوقه، لإنشاء مساحات إيجابية وسلبية (على سبيل المثال في مئذنة دامغان وبرج بير علمدار). مئذنة جهل دختران في أصفهان (بنيت في عامي 1107-1108) هي واحدة من أقدم الأمثلة على أعمال الطوب ذات المثلثات والمربعات والمثمنات والأشكال القوسية (مثال آخر، مئذنة ساوه، بها أعمال طوب بارزة بالخط الكوفي والنسخي). كان نصب غوندباد-اي سورخ في أذربيجان (الذي بُني عام 1147) مصنوعًا من عشرة أنواع مختلفة من الطوب المنحوت في أعمدته الزاوية.
في القرن الثاني عشر في أذربيجان، دُمج الطوب مع البلاط المزجج. كانت هذه الطوب عادةً باللون الأزرق الكوبالتي والفيروزي.

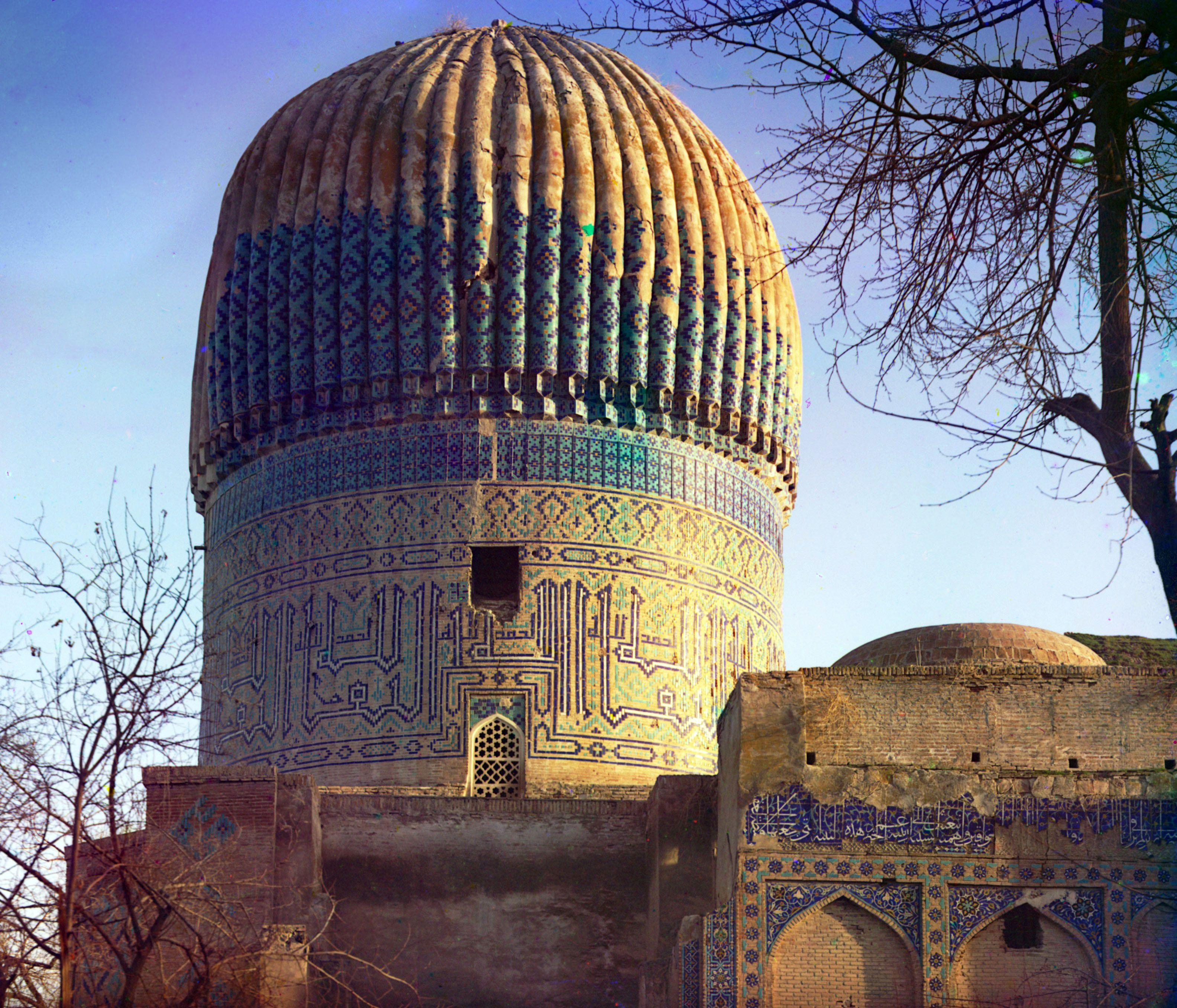
قبر تيمور مغطى بنقوش دينية مصنوعة من الطوب الملون.

أقدم مثال على النص المنقوش على الطوب يظهر على مئذنة في غزنة حوالي عام 1100، وهو يهجئ اسم الحاكم الغزنوي مسعود الثالث وألقابه. أُدخلَت قطع من الطين النضيج بين الطوب لإنشاء النقش. استخدمت المباني اللاحقة ظلال الطوب المرتفع، بينما استخدمت مبانٍ أخرى طوبًا بألوان مختلفة لتهجئة الكلمات. وقد أدت هذه الممارسة في نهاية المطاف إلى تغطية المباني المبنية من الطوب بالكامل بكتابات مقدسة تحمل أسماء الله الحسنى في الأعلى ثم اسم محمد تحته على اليمين، يجاوره على اليسار اسم علي.
يُعتقد أن الخط الكوفي المربع، وهو نسخة من الخط الكوفي العربي تتكون من زوايا مربعة فقط، كان تكيفًا معماريًا لهذا الخط، وظهر بسببه. كان الخط الكوفي يُكتب عادةً بالطوب المربع.